# Fish Islands
Fish Islands är en grupp småöar i Antarktis. Den ligger i havet utanför Västantarktis. Argentina, Chile och Storbritannien gör anspråk på området.